# Concepción del Bermejo (Chaco)
Concepción del Bermejo es una localidad argentina de la provincia del Chaco, en el departamento Almirante Brown. Se encuentra a la vera de la ruta Nacional N.º 16.

## Origen del nombre
Recuerda a la extinta ciudad de Concepción de Buena Esperanza, comúnmente conocida como Concepción del Bermejo, que fue la primera ciudad blanca del Chaco Austral.

## Historia
Ya en 1909 se habían reservado 2.500 hectáreas junto a la estación del km 1.451 del Ferrocarril Barranqueras a Metán. No obstante, recién en 1932 se dispuso el trazado de un pueblo y en 1934 el Poder Ejecutivo Nacional finalmente decretó la creación del mismo. Para ese entonces la zona ya se encontraba bastante poblada, sus habitantes aprovechaban la calidad de la tierra y la disponibilidad de agua en perforaciones poco profundas para la agricultura. Pero la falta de lluvias que castigaba la zona, propició que la forestación de los montes nativos fuera la principal actividad económica.
En 1936 se creó la Comisión de Fomento, que al ser reglamentada dos años más tarde se ocupó de dotar de infraestructura a la comunidad. En 1959 fue elevada al rango de municipio de tercera categoría.

## Demografía
Contaba con 4,744 habitantes (Indec, 2001), lo que representa un incremento del 54% frente a los 3,085 habitantes (Indec, 1991) del censo anterior. En el municipio el total ascendía a 5,830 habitantes (Indec, 2001).

## Vías de comunicación
La principal vía de acceso es la Ruta Nacional 16, que la vincula por pavimento al sudeste con Aviá Teraí y Presidencia Roque Sáenz Peña, y al noroeste con Pampa del Infierno y la Provincia de Salta. Otra ruta que la atraviesa es la Provincial 50, que la comunica al norte con la Ruta Provincial 40 (y por esta a Tres Isletas) y al sudeste con Campo Largo.
Mauricio Saavedra referente del pueblo. [1910]